# Trichomycterus longibarbatus
Trichomycterus longibarbatus är en fiskart som beskrevs av Costa 1992. Trichomycterus longibarbatus ingår i släktet Trichomycterus och familjen Trichomycteridae. IUCN kategoriserar arten globalt som livskraftig. Inga underarter finns listade i Catalogue of Life.